# Heteroglossia
O termo heteroglossia (do grego  ἕτερος, transl. heteros: 'outro', 'diferente'; γλῶσσα, transl. glóssa, 'língua') descreve a coexistência de variedades distintas de um único código linguístico. A palavra é uma tradução do russo разноречие, transl. raznorechiye, que significa, literalemente, 'diferentes discursos' e relaciona a condição social ao tipo de linguagem. Assim, a diversidade de tipos de linguagem estaria ligaa a fatores sociais tais como profissão, gênero, personalidade e tendências particulares do indivísuo. O conceito foi introduzido pelo linguista russo Mikhail Bakhtin, no seu ensaio Слово в романе, transl. "Slovo v romane", de 1934, publicado em inglês como  "Discourse in the Novel"  (em português, 'Discurso no romance'), no livro The Dialogic Imagination: Four Essays. 
Bakhtin defende que a potência de um romance provém da coexistência de conflito entre differentes discursos: o discurso dos personagens, o  discurso do narrador e até mesmo o discurso  do autor. Define heteroglossia como "um outro discurso em uma outra língua, que serve para exprimir as intenções do autor - porém de maneira refratada". Ele aponta o discurso narrativo do autor - mais que as trocas  entre personagens - a primeira fonte do conflito .